# D'Mente Común
D'Mente Común es una banda de rock y metal peruana formada a inicios de 1990, cuyo debut se realizó en diciembre de 1994. Tiene 4 discos publicados: el primero fue el homónimo «D’Mente Común», demo de la banda grabado en 1996 y publicado en 1997. Luego de dos años entran al estudio para grabar «La base del poder» (1999).
En julio del 2001 participan en el concierto Rock en el Parque, para el cual prepararon un show diferente con versiones e invitados importantes como Tavo Castillo, tecladista de la banda peruana Frágil. Este show lo deciden grabar y lo lanzan a fines de ese mismo año con el nombre de D'Mente en el Parque (2001).
En el año 2002 comienzan el proceso de composición y producción de lo que sería su cuarta producción, Metamorfosis (2004).

## Historia

### 1994-1998: primeros conciertos y grabación del demo
La banda se formó de un día para otro… “Jeremy y Daniel regresaron de una fiesta y Jeremy se sentó a tocar batería, Daniel enseguida lo siguió con la guitarra y Oliver fue despertado con todo el ruido y al verlos se unió al improvisado concierto tocando cowbells, maracas, palo de lluvia, y cuanto instrumento había en el estudio; grabaron el ensayo y a partir de ahí comenzaron a juntarse a hacer música. En diciembre de 1994 se subieron por primera vez a un escenario, y a partir de ese día no han parado.
Empezaron haciendo covers de Nirvana, Tool, entre otros, luego fueron incluyendo temas propios, hasta que decidieron su propia música.
A mediados de 1996 se les dio la oportunidad de grabar un ensayo en el estudio de un amigo de los padres de Jeremy y Oliver. Aprovecharon esta oportunidad y grabaron todos los temas que tenían listos. Este demo terminó siendo su carta de presentación para con el público y los medios. Participaron en los que serían los primeros y más importantes festivales de la escena roquera peruana en esa época, como el Niño Malo (18 de abril de 1998), 50D-98 (6 de junio de 1998), y el Inrockuptibles (14 de noviembre de 1998) con la participación de la banda argentina A.N.I.M.A.L. y la banda francesa F.F.F.
En 1998 produjeron el video de la canción I am Cholo, el cual entraría en rotación en la cadena MTV Latino.

### 1999-2000: La Base del Poder
En 1999 la banda entra al estudio en la casa de los hermanos Castillo Willis para producir el su segundo disco, el cual se podría surgió dentro de una etapa de búsqueda y exploración musical en el que se recorren diferentes estilos e influencias. Se incluyen instrumentos de percusión (Laureano Rigol), trompeta (Abel Paez), Saxo (Carlos Espinoza) y flauta traversa (Tavo Castillo). Este disco tiene un trabajo de bastantes meses de sentarse a escribir canciones y desempolvar viejas grabaciones de los archivos olvidados de la banda, hacer arreglos, escoger canciones. Así, el 10 de diciembre de 1999 lanzarían “La Base del Poder”, presentando el disco en La Casona de Barranco-Lima junto a las bandas amigas La Sarita y Ni Voz Ni Voto. A fines del 2000 sacaron el video de “La Base”, el cual entraría también en rotación en la cadena MTV Latino y los diversos programas de rock del medio peruano de dicha época.

### 2001: D’mente en el parque y la Dmentegrafía
En el año 2001 la banda participa en una de las ediciones del festival Rock en el Parque, realizado en el Parque de la Exposición de Lima, para el cual la banda decidió preparar un show especial incluyendo algunas versiones, ideas y músicos invitados como Cristians - Chuchito - Reátegui, percusión en “La Base” y Octavio – Tavo - Castillo, guitarra steel en “Lejos de Aquí” y flauta traversa en “I am Cholo”. Se grabó el concierto entero en formato de audio y video a dos cámaras, con lo que lanzaron el disco “Dmente en el Parque” que incluye la presentación entera; y realizaron el video de la canción “Lejos de Aquí”, el cual entraría también en rotación en los diversos programas de rock del medio peruano.
Luego de esto, trabajando en conjunto con el amigo de la banda, Sebastian Burgos, realizaron la “Dmentegrafía”, video que compila el material de ensayos, conciertos, viajes y momentos de la banda en estos primeros años.

### 2002-2007: Metamorfosis
En el 2002 empieza el proceso de composición y producción de lo que sería “Metamorfosis”, el cual se ve afectado por grandes cambios en la forma de trabajo, composición y convivencia de los miembros de la banda; lo que da nombre al disco y temática a la mayoría de letras del mismo. Este disco fue grabado íntegramente en el estudio de la casa y cuenta con la participación de músicos invitados como Omar Pizarro (voz en “Sin Miedo”), Pauchi Sasaki (violín en “Al final”), Magaly Luque (chelo en “Al final”), Tavo Castillo (teclado en “Trio”, guitarra steel en “Identidad”, quenacho en “Culpas”) y es presentado en el Pub La Noche de Barranco el 4 de marzo de 2004.
Hasta el 2007 la banda recorre locales de Lima y algunas provincias tocando su nuevo material y los temas más representativos de todas sus producciones, realizando algunos conciertos importantes como el concierto con Molotov en el Círculo Militar, el concierto en la Explanada del Museo de la Nación con Rekiem de Chile, y la maratón por los 10 años de la banda en la que interpretan la discografía casi completa de la banda en un concierto de casi 3 horas.

### 2007-2012: abstinencia
En el 2007 la banda decide entrar en un periodo de “abstinencia”, en el cual no dejaron de tocar en conciertos o festivales pero minimizaron la actividad de la banda.
En el año 2009 destacarían dos conciertos: el 1.º el de «Celebración por los 15 años» llevado a cabo el 16 de diciembre en La noche de Barranco y el segundo en «Made in Rock» el 14 de febrero; festival que marcó el regreso de la banda Por Hablar.
Finalmente este periodo llega a su fin en el 2012 en el que deciden entrar nuevamente al estudio para iniciar el proceso de composición de lo que sería su cuarta producción en Estudio.

### 2012-presente: familia y actualidad
El 23 de febrero de 2013 fueron invitados junto a 3 Al Hilo, Zevendey y Cholopower a compartir escenario en el Etnias bar (Plaza San Martín); fue en el regreso de la banda La Raza a los escenarios.
El 27 de agosto de 2014 fueron teloneros de la banda estadounidense P.O.D. en la discoteca «Centrica» del Centro de Lima; media hora antes de la presentación de la banda estelar, salieron a lucirse en el estrado, con sus estrambóticos sonidos y poderosos riff hicieron vibrar a más de uno.
En noviembre lanzaron su primer EP titulado «Familia», el cual consistía de 2 temas nuevos y una versión nueva de su emblemático tema «I Am Cholo». Este EP se distribuyó por medio de algunas redes sociales y sitios por internet; como Spotify y Bandcamp.
El 13 de diciembre celebraron 20 años de trayectoria en el Yield Rock (Lima), siendo la entrada totalmente gratis aunque con capacidad limitada.
El 28 de enero de 2015 publicaron el video musical del tema «Familia» en YouTube. Este video había sido realizado a finales del año 2014 por Santino De la Tore (ConceptVids ) , quien también había dirigido el último vídeo de Frágil hasta esa fecha. Sin embargo decidieron publicarlo recién en el siguiente año.
El 1 de agosto participaron en el «Acido Fest», festival de Rock Independiente que se realizó en el Super Complejo de Los Olivos. Compartieron escenario con Boom Boom Kid de Argentina, Allison de México y por el lado nacional Frágil, Cementerio Club, Psicosis, entre otros.
El 3 de diciembre de 2016 junto con bandas amigas como 6 Voltios, Serial Asesino y Cerebro de Marcus, celebraron sus 22 años de historia en el Club Cajamarca (Plaza Bolognesi).
El 8 de abril de 2017 junto a otras bandas peruanas como Rafo Ráez & Los Paranoias, Lucho Quequezana, Francois Peglau, Laguna Pai, y Cuchillazo participaron en el festival «Una Sola Fuerza», para colaborar con los afectados por El fenómeno del Niño en el norte del Perú.
EL 14 de abril, DMente Común estrenó su nuevo videoclip oficial “Nunca más”, como adelanto de su próxima producción discográfica, en la cual actualmente se encuentran trabajando. La mencionada producción audiovisual fue realizada por la productora “Carajo Films” y cuenta con la presencia del youtuber Gerardo Vásquez Dávila (Gerardo Pe), quien el año pasado había tenido participación en la película peruana “Calichín”, junto al actor y conductor de tv, Aldo Miyashiro.

## Discografía

### Estudio
- D'Mente Común (1997)
- La base del poder (1999)
- Metamorfosis (2004)

### EP
- Familia (2014)

### En vivo
- D’Mente en el Parque (2001)

### Participaciones en tributos
- Tributo a Leusemia: 1983-2003 con «Distancias» (2003)
- Tributo a Soda Stereo: Hecho en Perú con «Primavera 0» (2004)
- Zona Pepper's 103 Club Band con «Sergeant Pepper's Lonely Hearts Club Band» (2007)

## Integrantes
- Jeremy Castillo Willis: batería/voz
- Oliver Castillo Willis: bajo/voz
- Daniel Willis: guitarra/voz